# Limnephilus submonilifer
Limnephilus submonilifer är en nattsländeart som beskrevs av Walker 1852. Limnephilus submonilifer ingår i släktet Limnephilus och familjen husmasknattsländor. Inga underarter finns listade i Catalogue of Life.